# Cratere Num
Num è un cratere sulla superficie di Rea.